# (2456) Palamedes
(2456) Palamedes es un asteroide perteneciente a los asteroides troyanos de Júpiter descubierto por el equipo del Observatorio de la Montaña Púrpura desde el observatorio homónimo de Nankín, China, el 30 de enero de 1966.

## Designación y nombre
Palamedes recibió inicialmente la designación de 1966 BA1.
Más adelante se nombró por Palamedes, un personaje de la mitología griega.

## Características orbitales
Palamedes está situado a una distancia media de 5,129 ua del Sol, pudiendo acercarse hasta 4,749 ua y alejarse hasta 5,509 ua. Su inclinación orbital es 13,91 grados y la excentricidad 0,07412. Emplea 4243 días en completar una órbita alrededor del Sol.

## Características físicas
La magnitud absoluta de Palamedes es 9,3. Tiene un diámetro de 91,66 km y un periodo de rotación de 7,24 horas. Se estima su albedo en 0,0304.